# Hampstead (gra komputerowa)
Hampstead – satyryczna brytyjska komputerowa gra przygodowa autorstwa Trevora Levera i Petera Jonesa, wydana w 1984 przez Melbourne House na ZX Spectrum i Commodore 64.

## Rozgrywka
Gracz rozpoczyna grę w brudnym mieszkaniu komunalnym; celem jego awatara jest znalezienie dobrze płatnej pracy w mieście, zabieganie o względy pięknej modelki i kupno domu w zamożnej londyńskiej dzielnicy Hampstead. W praktyce, nie dysponując żadnym konkretnym zawodem, gracz ma na celu głównie przetrwanie jak najdłużej w trudnych warunkach bytowych.

## Produkcja
Hampstead powstała w reakcji na gwałtowne forsowanie ekonomicznego neoliberalizmu przez ówczesną prawicową premier Wielkiej Brytanii, Margaret Thatcher. W intencji twórców, Trevora Levera i Petera Jonesa, gra miała cel satyryczny i antykomercyjny. W obliczu fali bezrobocia (za rządów Thatcher około 3 miliony ludzi straciło źródło zarobku) produkcja Melbourne House wykpiwała promowanie wśród brytyjskiego społeczeństwa aspiracji do klasy wyższej; twórcy pisali, że autentyczna dzielnica Hampstead to w grze „stan umysłu”. Lever i Jones byli wówczas zafascynowani między innymi filmami Mike’a Leigh, utrzymanymi w konwencji realizmu społecznego.

## Odbiór i spuścizna
Pomimo swej antykomercyjnej retoryki Hampstead okazała się wielkim sukcesem komercyjnym; Jones dodawał, że z nieznanego mu powodu wydawcy wręcz ubiegali się o jej publikację. Sprzedano około 70 000 egzemplarzy gry, pomimo że jak na czasy powstania jej cena detaliczna wynosiła 10 funtów za sztukę (wówczas była to wysoka kwota pieniężna). Magazyn „The Listener” ogłosił nawet Hampstead grą roku. W 2014 roku ukazała się reedycja Hampstead na system operacyjny iOS, która również wpisała się w moment dalszej dominacji neoliberalizmu ekonomicznego za rządów Partii Konserwatywnej. W 2017 roku magazyn „Time Out” wyróżnił Hampstead jako pierwszą z 22 znanych gier, których akcja toczy się w stolicy Wielkiej Brytanii.
W retrospektywnej recenzji z 2012 roku Ian Marks z „Retro Gamera” twierdził, że gra jest „dość nudna”, a wiele politycznych niuansów może nie być zrozumiałych dla nowszych pokoleń Brytyjczyków. Marks przyznał jednak, że Hampstead jest „dobrym zwierciadłem społecznym” Wielkiej Brytanii z epoki rządów Thatcher.